# جیمز بیکفورد
جیمز بیکفورد (انگلیسی: James Bickford; ۲ نوامبر ۱۹۱۲ – ۳ اکتبر ۱۹۸۹)از برندگان مدال‌های بازی‌های المپیک زمستانی و  اهل ایالات متحده آمریکا بود.